# Explozia de la West Fertilizer Company

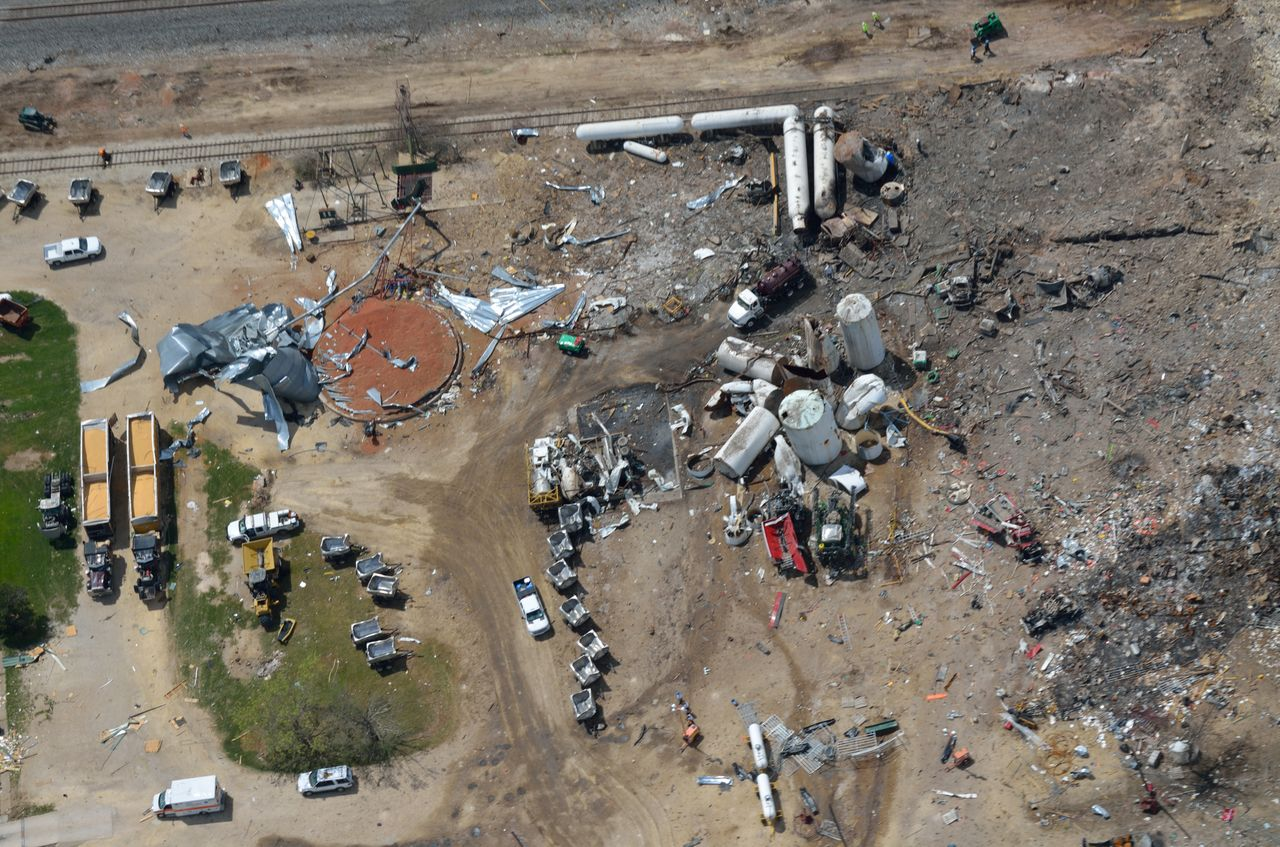
Locul exploziei câteva zile mai târziu

Explozia de la West Fertilizer Company a avut loc pe data de miercuri, 17 aprilie 2013, ora locală 19:50, în orașul West, Texas, Statele Unite ale Americii.

## Prezentare
Potrivit unor rectificări numărul celor decedați este de 15, (față de cel puțin 60 de morți, număr anunțat anterior), între 75 și 100 de locuințe și birouri fiind complet distruse în jurul fabricii. Explozia a provocat rănirea a peste 160 de persoane, dintre care 40 sunt în stare critică, a declarat purtătorul de cuvânt al Departamentului pentru Siguranță publică din Texas Gail Scarborough. 
Cauzele exploziei nu sunt cunoscute încă. Zece clădiri din orașul West sunt afectate de incendii, inclusiv o școală din apropierea fabricii. Orașul West avea o populație de 2807 de locuitori în 2010.
Explozia a fost atât de puternică încât Serviciul de prospectare geologică al Statelor Unite a înregistrat un cutremur cu o magnitudine de 2,1 pe scara Richter.

## Anchetă
Cauzele exacte ale exploziei de la fabrica texană West Fertilizer nu erau cunoscute încă, joi (18 aprilie), însă amoniacul anhidru (a cărui formulă chimică este NH3), un gaz utilizat la producerea nitratului de amoniu (NH4NO3), a fost citat ca potențială cauză a dezastrului.